# Fáskrúðsfjörður
Fáskrúðsfjörður (también conocida como Buðir) es una aldea del municipio de Fjarðabyggð, en Islandia oriental. Se encuentra en el fiordo del mismo nombre, entre Reyðarfjörður y Stöðvarfjörður. Es una de las localidades extremo oriental de la isla. Entre 2003 y 2006 formaba parte de la comunidad Austurbyggd.

## Los pesqueros franceses
Muchos pesqueros franceses y belgas, en la mayoría procedentes de Bretaña y de Flandes, trabajaron todos los años entre 1880 y 1920 en Fáskrúðsfjörður en la temporada de invierno. Para ellos fue fundado un pequeño Hospital francés (Franski spítalinn) cuyo edificio, construido entre 1903 y 1904, fue renovado como una atracción turística. En Reikiavik y en Grundarfjörður había hospitales franceses también. En Fáskrúðsfjörður se puede visitar un Museo francés, y rótulos bilingües siguen indicando los nombres de las calles en islandés y en francés. Cada verano se celebra una gran fiesta francesa que se llama Franskir dagar (días franceses). Dado que la mayoría de los pesqueros extranjeros no eran protestantes como los islandeses las autoridades locales permitieron incluso la inmigración de sacerdotes católicos de Francia para celebrar la misa regularmente para los pesqueros, aunque después de la reforma las misas católicas fuesen prohibidas en Islandia.

## Otras atracciones turísticas
Grund, un edificio histórico construido en 1897, sirvió como un centro de salud antes de la construcción del hospital. Algunos años más tarde fue edificada una pequeña capilla al lado. Antes del edificio se halla un monumento a Carl A. Tullius, el portavoz de los pesqueros extranjeros. El monumento fue erigido en 1902. Manon, otro edificio histórico, es un antiguo almacén construido en 1920 de madera arrojada a la costa.
La antigua casa de reunión de los ciudadanos de Fáskrúðsfjörður, Templarinn, fue construida en 1900 y convertida en el Museo francés (Safnið fransmenn á ìslandi) a partir de 1963.
El Cementerio francés de Fáskrúðsfjörður con 49 tumbas de pesqueros franceses y belgas es otra atracción turística. La gran cruz fue erigida en 2009 durante el festival Franskir dagar («días franceses»).
La iglesia protestante Búðarkirkja fue construida entre 1914 y 1916.

## Infraestructura
Fáskrúðsfjörður es fácilmente asequible por la carretera nacional n.º 1 (Hringvegur) y por el túnel Fáskrúðsfjarðargöng inaugurado en 2005. Cuenta con un centro de salud, una tienda, un taller de reparaciones, una piscina pública, una biblioteca, un hotel, un campo de golf y un terreno de acampada.

## Galería

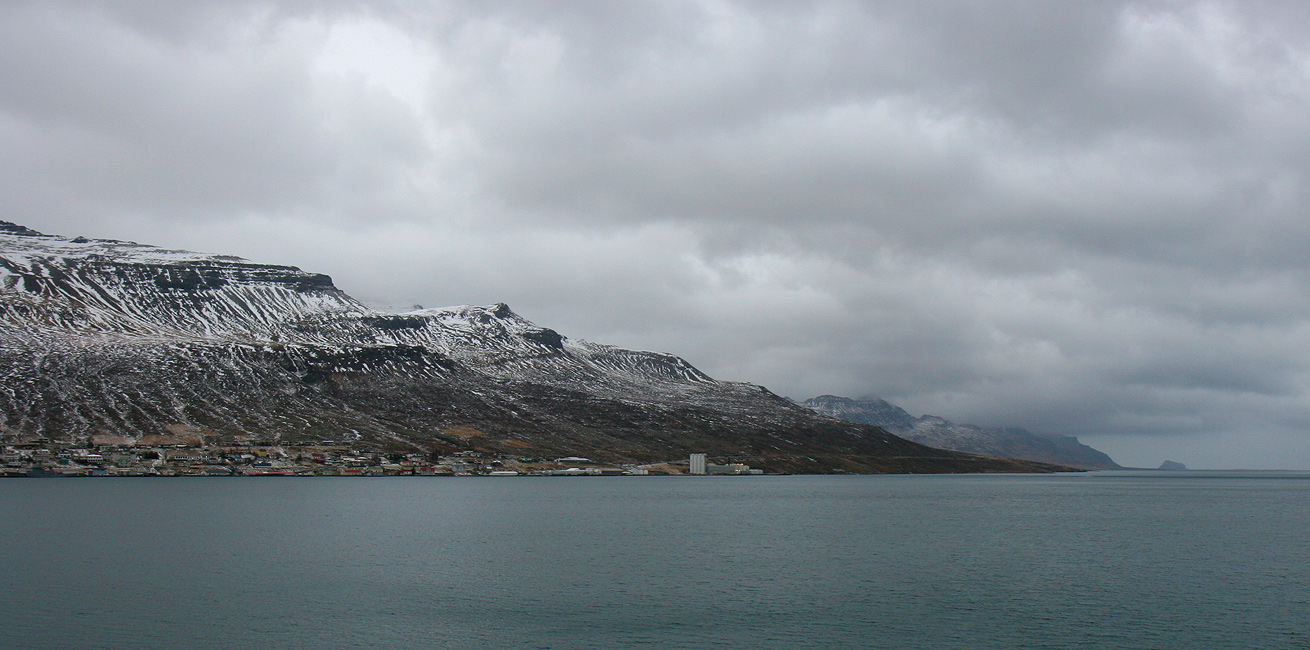
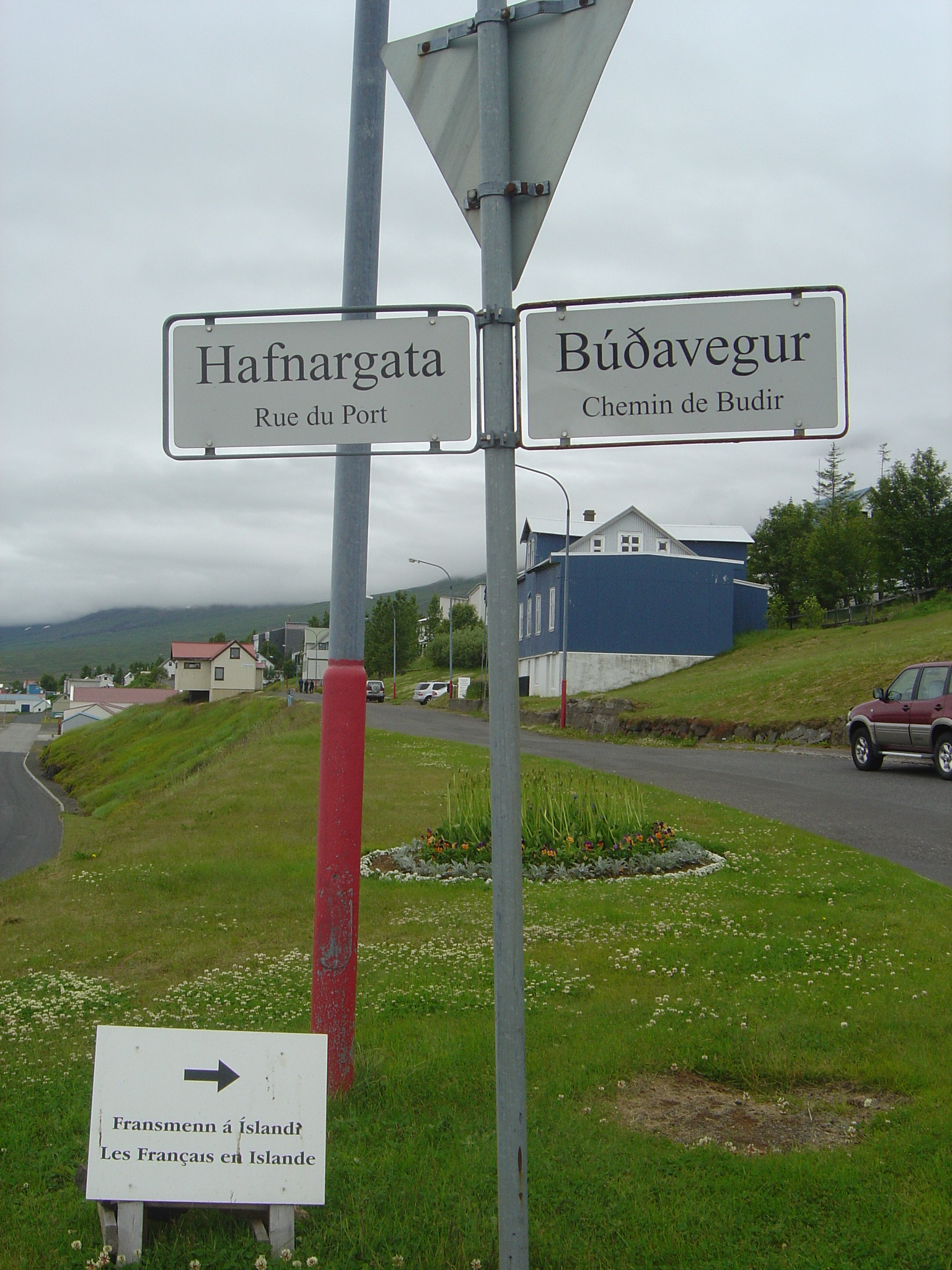
Rótulos bilingües en las calles
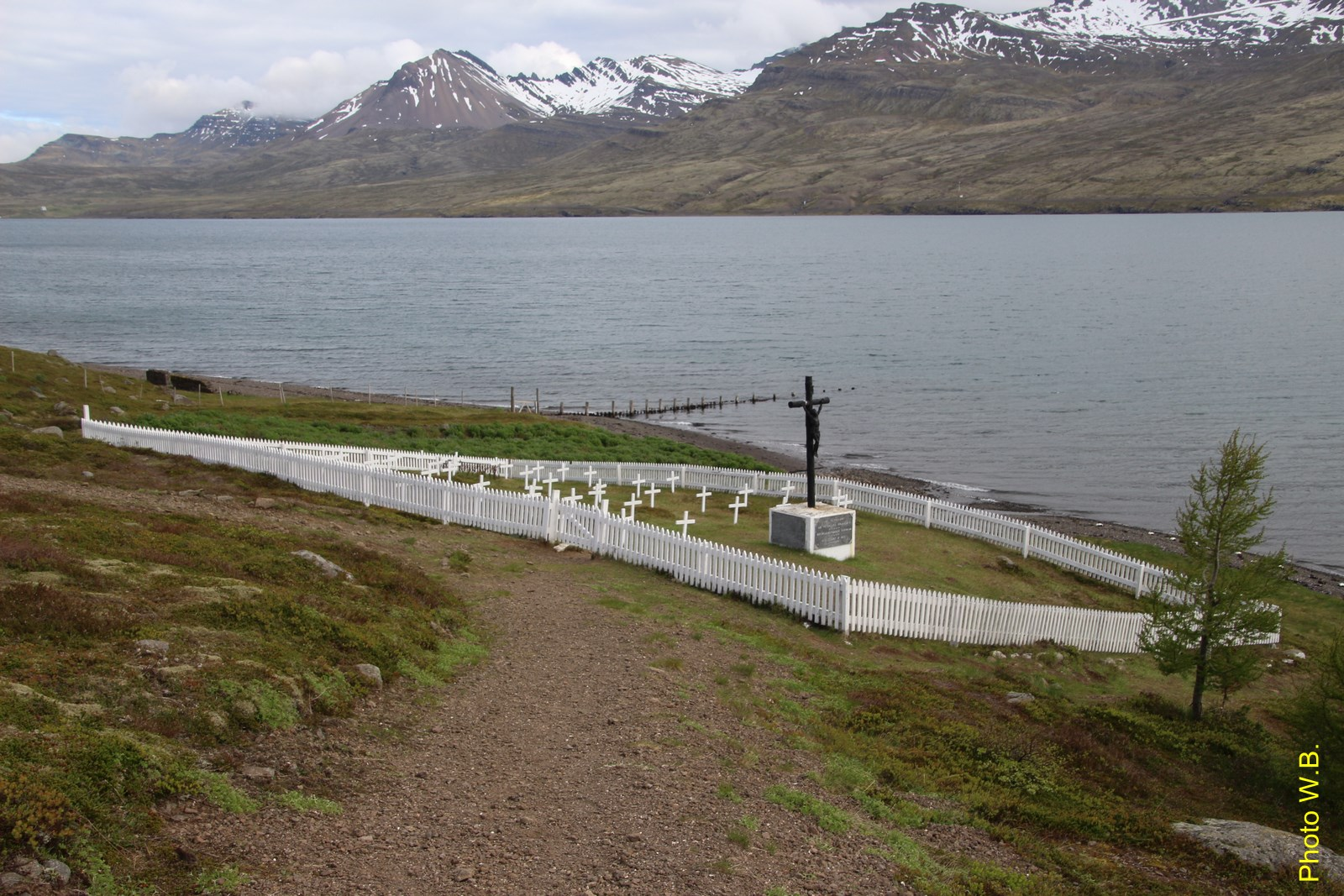
Cementerio francés en Fáskrúðsfjörður
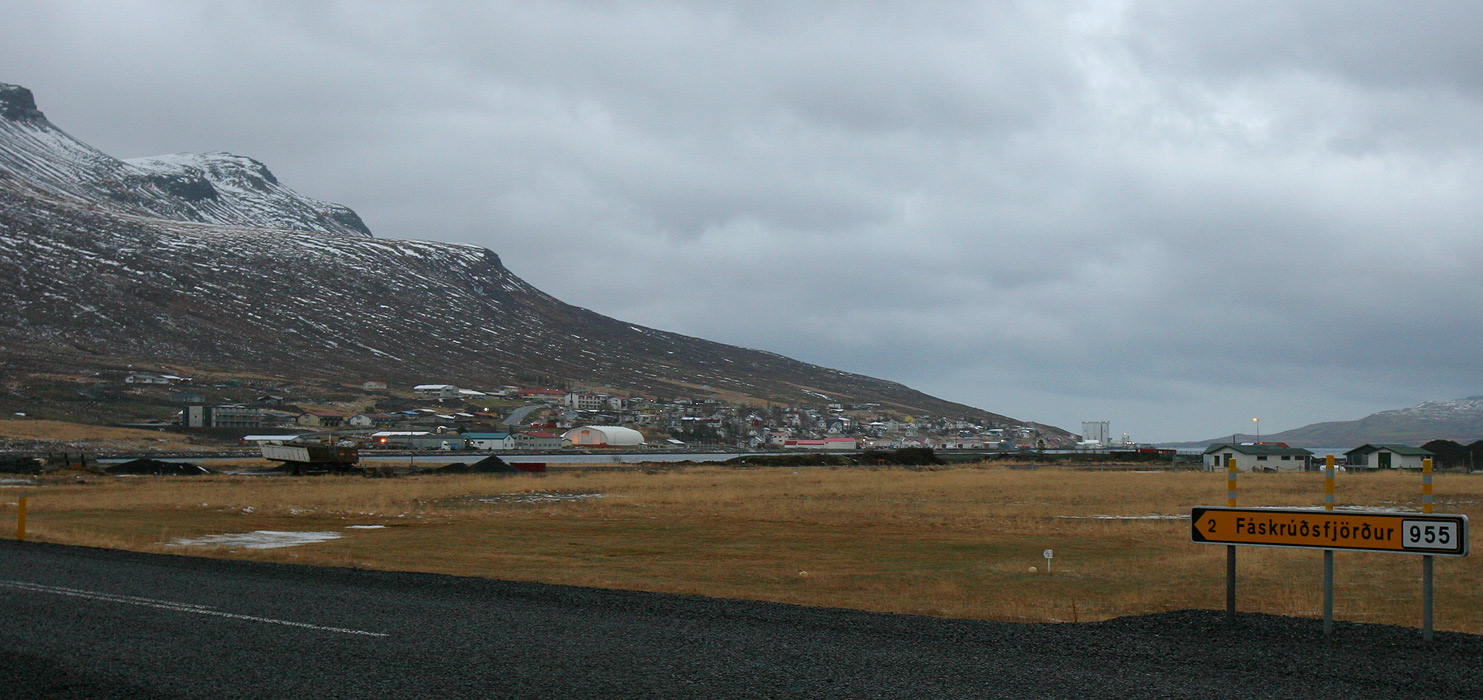
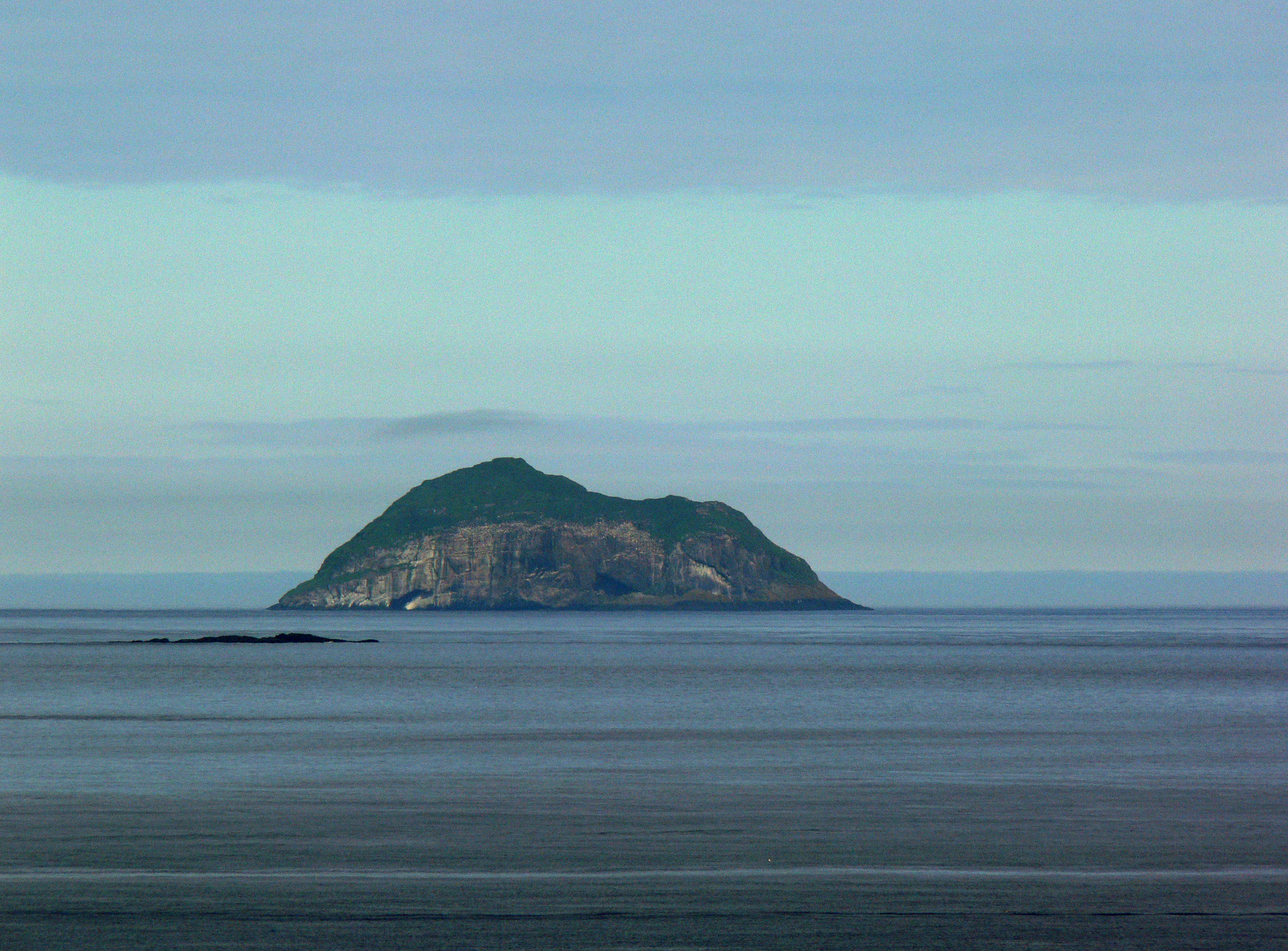